# Petra Olli
Petra Maarit Olli (5 czerwca 1994) – fińska zapaśniczka walcząca w stylu wolnym. Olimpijka z Rio de Janeiro 2016, gdzie zajęła dziesiąte miejsce w kategorii 58 kg. Mistrzyni świata w 2018; druga w 2015 i piąta w 2014 roku. 
Cztery razy na podium mistrzostw Europy w latach 2014 – 2019. Czternasta na igrzyskach europejskich w 2015. Mistrzyni nordycka w 2014. 
Druga na Światowych Igrzyskach Sportów Walki w 2013. Trzecia na igrzyskach młodzieży w 2010. Brązowa medalistka MŚ juniorów w latach 2012-2014 i mistrzyni Europy w tych samych latach. Mistrzyni Europy U-23 w 2015 i 2017 roku.